# Underman
Underman è un singolo del rapper italiano Rancore, pubblicato l'11 maggio 2018 come primo estratto dal secondo album in studio Musica per bambini.

## Video musicale
Il videoclip, diretto da Luca Tartaglia, è stato pubblicato il 14 maggio 2018 attraverso il canale YouTube del rapper.

## Tracce
Testi e musiche di Tarek Iurcich e Cristiano Campana.
1. Underman – 3:33